# Limnophora henganfiensis
Limnophora henganfiensis este o specie de muște din genul Limnophora, familia Muscidae, descrisă de Shinonaga în anul 2005. Conform Catalogue of Life specia Limnophora henganfiensis nu are subspecii cunoscute.